# Вильнюсская конференция
Ви́льнюсская конфере́нция (лит. Vilniaus konferencija; иначе Конференция литовцев, лит. Lietuvių konferencija) — съезд литовских делегатов в Вильнюсе 18—22 сентября 1917 года, созванный с разрешения немецких оккупационных властей, своими решениями положивший начало созданию литовского государства и избравший Совет Литвы из 20 человек.
Организационный комитет, включавший Салямонаса Банайтиса, Тадаса Даугирдаса (оба представляли Каунас) Пятраса Климаса, Антанаса Сметону, Йонаса Станкявичюса, Юргиса Шаулиса (Вильнюс) и других, на первых своих заседаниях в августе 1917 года подготовил проекты резолюций создания самостоятельного литовского государства и подобрал кандидатуры участников. Комитет стремился собрать представителей различных слоёв и политических взглядов, по 5—8 делегатов от каждого уезда Литвы. Предполагалось участие 264 человек из 32 уездов, Вильнюса и Каунаса, представлявших различные сословия, партии и общественно-политические течения.  
Конференция проходила под руководством Йонаса Басанавичюса в здании Театра на Погулянке с участием делегатов, приглашённых организационным комитетом, поскольку немецкие власти проведение выборов не разрешили. Из приглашённых 264 делегатов в конференции приняло участие 214 человек (по другим сведениям, 222). Среди них было 66 священников, 65 крестьян, 60 лиц интеллигентных профессий и прочие. Националистов-таутининков и христианских демократов представляли Антанас Сметона, Йокубас Шярнас, Владас Миронас, Казис Бизаускас и другие, правое крыло социал-демократической партии — Миколаса Биржишку, Стяпонас Кайрис, левое крыло — Пранас Эйдукявичюс.  
17 сентября 2007 года на здании театра на Погулянке на улице Йоно Басанавичяус (Jono Basanavičiaus g. 13) в Вильнюсе при участии президента Валдаса Адамкуса была открыта мемориальная плита с текстом на литовском языке.